# Tuheljske Toplice
Tuheljske Toplice – wieś w Chorwacji, w żupanii krapińsko-zagorskiej, w gminie Tuhelj. W 2011 roku liczyła 309 mieszkańców.